# Соловейко білогорлий

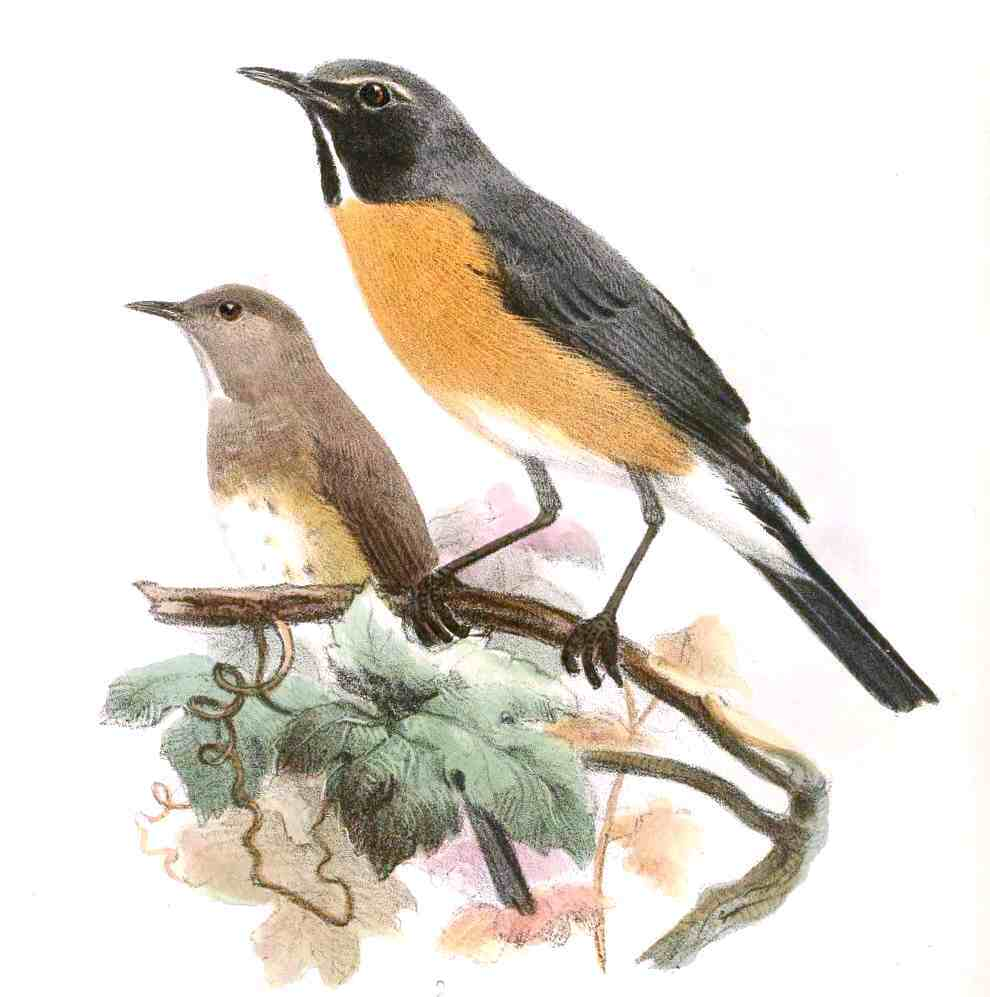
Білогорлі соловейки (самець і самиця)

Соловейко білогорлий (Irania gutturalis) — вид горобцеподібних птахів родини мухоловкових (Muscicapidae). Гніздиться в Західній Азії. зимує в Східній Африці. Єдиний представник монотипового роду Білогорлий соловейко (Irania).

## Опис
Довжина птаха становить 15-17 см, вага 18-30 г, розмах крил 28 см. Виду притаманний статевий диморфізм. У самців верхня частина тіла сизувато-сіра, обличчя чорне, горло і "брови" білі, нижня частина тіла оранжева, живіт і гузка білі, хвіст чорний. Самиці переважно сірі, за винятком чорного хвоста, оранжевих боків, і білих смужок на горлі.

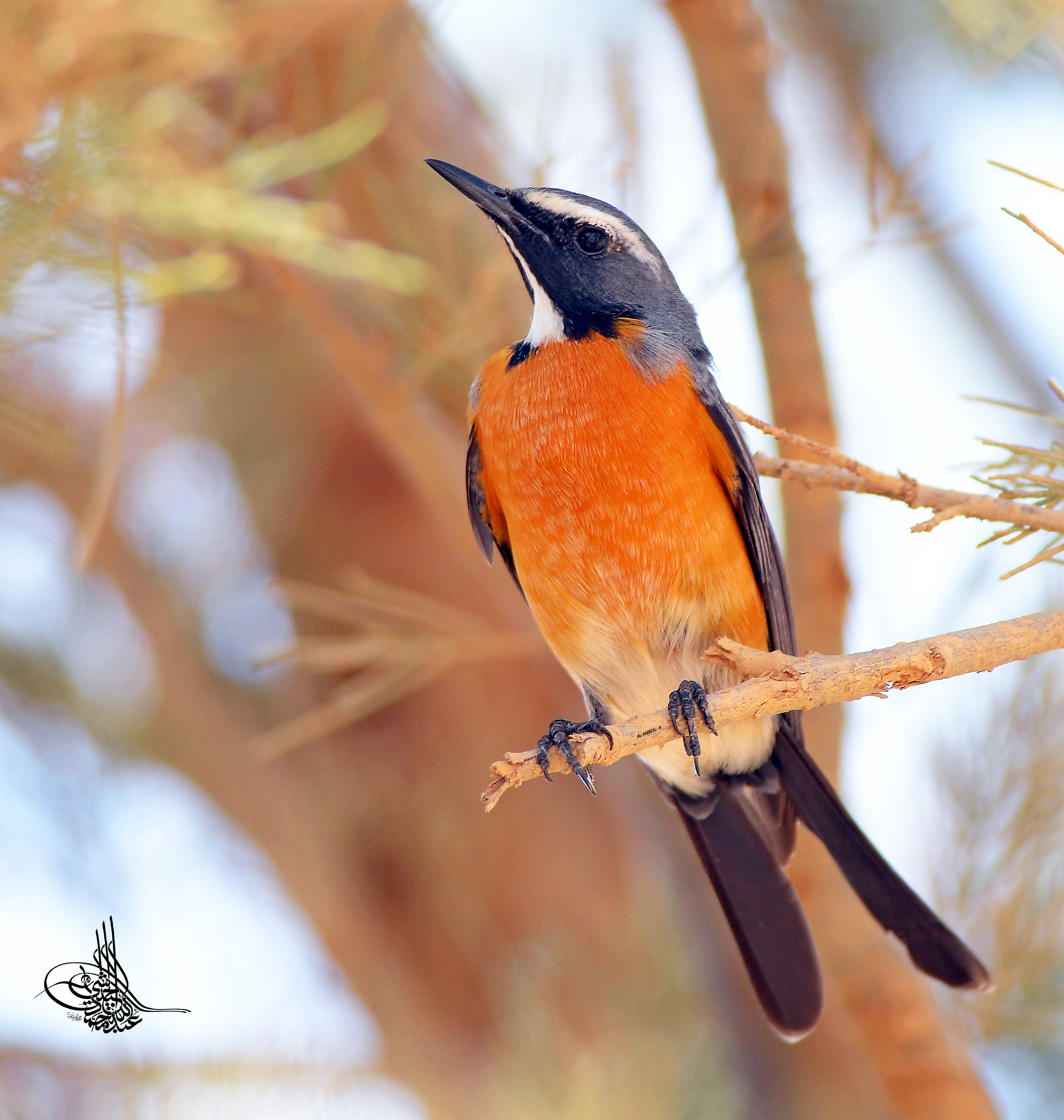
Самець білогорлого соловейка

## Поширення і екологія
Білогорлі соловейки гніздяться від Туреччини до Афганістану. Зимують в Східній Африці, переважно в Ефіопії, Кенії і північній Танзанії. Бродячі особини іноді трапляються в Європі.

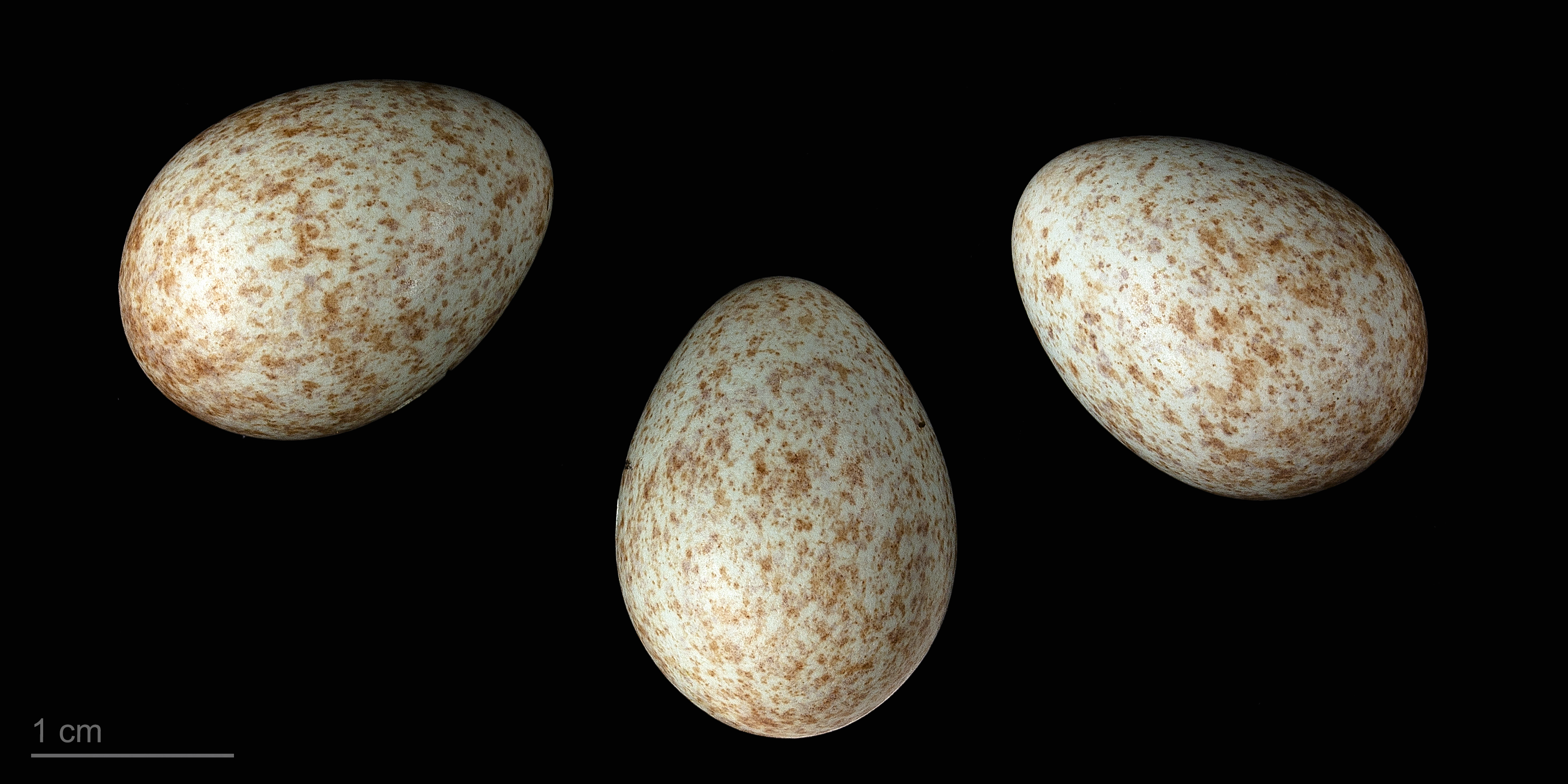
яйце Irania gutturalis - Тулузький музей

Білогорлі соловейки гніздяться на гірських схилах і в ярах, порослих ялівцем, іншими чагарниками і поодинокими деревами, на висоті від 1000 до 2200 м над рівнем моря.

## Поведінка
Білогорлі соловейки є переважно комахоїдними, доповнюють свій раціон дрібними плодами. На Кавказі і в Середній Азії сезон розмноження триває з травня по липень. Гніздо являє собою пласку чашу, сплетену з гілочок і стебел злаків, встелену пір'ям і шерстю. Воно розміщується на висоті 0,5 м над землею в дуплі дерева, пні або серед чагарників. В кладці 3-4 яйця.

## Збереження
МСОП класифікує цей вид як такий, що не потребує особливих заходів зі збереження. Це досить поширений вид, за оцінками дослідників, популяція білогорлих соловейків становить від 1,8 до 4,1 млн птахів. Популяційний тренд стабільний.